# Trathala australis
Trathala australis là một loài tò vò trong họ Ichneumonidae.